# Гірнича наука, освіта та преса Австрії
Гірнича наука, освіта та преса Австрії

## Дослідження. Підготовка кадрів. Періодичні видання
Гірничо-геологічна наука, освіта та преса Австрії розвивалися в рамках університетів у Відні, Граці (заснований в 1586 р.), Зальцбурзі (1622 р.), Інсбруці (1669 р.).
У 1847 році створена Австрійська академія наук, в 1848 — Вища гірнича школа (нині — Леонбенський гірничий університет), в 1949 р. — Віденський геологічний інститут. Функціонують державні служби — геологічна, метеорології і геодинаміки, наукові товариства — географічне і гірниче.

## Основні періодичні видання в гірництві
- «Berg- und Hüttenmännische Monatshefte» (з 1851)
- «Jahrbuch der geologischen Bundesanstalf» (з 1850)
- «Tschermak's mineralogische und petrographische Mitteilungen» (з 1851)
- «Mitteilungen der österreichischen geologischen Gesellschaft» (з 1908)
- «Varhandlungen der geologischen Bundesanstalt» (з 1858)
- «Mitteilungen der Abteilung für Geologie
- Paläontologie und Bergbau» (з 1935)